# 大聖王
大聖王是一套由邱福龍创作，黄玉郎监制，玉皇朝出版，据《西游记》改编的香港漫畫。共157期。
於2008年發表將由STARFISH-SD改編成Wii平台遊戲，並公布了遊戲畫面和PV等資訊，但之後延期至2009年，最終宣布開發中止，遊戲並沒有上市。

## 外部連結
- 香港漫畫《大聖王》登陸Wii主機 7月發售[永久]